# Faithless
Faithless (dt.: treulos oder unzuverlässig) ist eine britische Musikergruppe, deren Musik von einem Bandmitglied als Kreuzung zwischen Trip-Hop und Dance beschrieben wird und auch Einflüsse von Trance aufweist. Gegründet wurde Faithless von Maxi Jazz, Sister Bliss und Rollo. Mit über 15 Millionen verkauften Platten gehören Faithless zu den erfolgreichsten Trance Bands.

## Geschichte
Sowohl auf Tour als auch auf diversen Alben sind Musiker wie Zoë Johnston, Dido, LSK (Leigh Stephen Kenny) mit Gastauftritten vertreten. Bekannte Titel sind Insomnia, God Is a DJ, Reverence, Salva Mea, We Come 1 und One Step Too Far (mit Dido, der Schwester von Rollo).
Von Sommer 2004 bis Herbst 2005 war die Band auf Welttournee. 2005 erschien die erste Live-DVD Live at Alexandra Palace. 2006 erschien das Album To All New Arrivals.
Faithless verstehen sich auch als politisch denkende Band, so etwa in der Single Mass Destruction (2004) – ein radikaler Anti-Kriegs-Song des bekennenden Buddhisten Maxi Jazz. Sie traten auch im Rahmen der weltweiten Live-8-Benefizkonzerte am 2. Juli 2005 in Berlin auf. Sänger Maxi Jazz trat zusätzlich noch am 6. Juli 2005 beim Live-8-Abschlusskonzert The Final Push in Edinburgh gemeinsam mit 1 Giant Leap, Neneh Cherry, Will Young und The Mahotella Queens auf.
2010 erschien mit The Dance das sechste Studioalbum. 2011 verkündete die Band ihre Auflösung, das Abschlusskonzert war am 8. April 2011 in der Brixton O2 Arena. Es wurde live in Kinos rund um den Globus gezeigt.
2015 fanden die Wiedervereinigung sowie eine Tour in Europa statt, die am 13. Dezember in Amsterdam endete. Unterstützt wurden sie von Jonathan White (Bass), Andy Treacey (Schlagzeug), Sudha Kheterpal (Perkussion) und Leigh Stephen Kenny (Gesang).
2020 veröffentlichte die Band das Album All Blessed, welches ohne Frontmann Maxi Jazz aufgenommen wurde.

## Diskografie
Studioalben

| Jahr | Titel Musiklabel                                | Höchstplatzierung, Gesamtwochen, AuszeichnungChartplatzierungen (Jahr, Titel, Musiklabel, Platzierungen, Wochen, Auszeichnungen, Anmerkungen) | Höchstplatzierung, Gesamtwochen, AuszeichnungChartplatzierungen (Jahr, Titel, Musiklabel, Platzierungen, Wochen, Auszeichnungen, Anmerkungen) | Höchstplatzierung, Gesamtwochen, AuszeichnungChartplatzierungen (Jahr, Titel, Musiklabel, Platzierungen, Wochen, Auszeichnungen, Anmerkungen) | Höchstplatzierung, Gesamtwochen, AuszeichnungChartplatzierungen (Jahr, Titel, Musiklabel, Platzierungen, Wochen, Auszeichnungen, Anmerkungen) | Höchstplatzierung, Gesamtwochen, AuszeichnungChartplatzierungen (Jahr, Titel, Musiklabel, Platzierungen, Wochen, Auszeichnungen, Anmerkungen) | Anmerkungen                                                  |
| Jahr | Titel Musiklabel                                | DE | AT | CH | UK | US | Anmerkungen                                                  |
| ---- | ----------------------------------------------- | --- | --- | --- | --- | --- | ------------------------------------------------------------ |
| 1996 | Reverence Cheeky Records (BMG)                  | DE17 Gold · (35 Wo.)DE | AT26 (14 Wo.)AT | CH18 Gold · (30 Wo.)CH | UK26 Platin · (27 Wo.)UK | — | Erstveröffentlichung: 25. März 1996 Verkäufe: + 650.000      |
| 1998 | Sunday 8PM Cheeky Records (BMG)                 | DE6 (23 Wo.)DE | AT23 (6 Wo.)AT | CH9 Gold · (9 Wo.)CH | UK10 Gold · (23 Wo.)UK | — | Erstveröffentlichung: 21. September 1998 Verkäufe: + 175.000 |
| 2001 | Outrospective Cheeky Records (BMG)              | DE3 (16 Wo.)DE | AT17 (10 Wo.)AT | CH4 Gold · (14 Wo.)CH | UK4 Platin · (26 Wo.)UK | — | Erstveröffentlichung: 18. Juni 2001 Verkäufe: + 410.000      |
| 2004 | No Roots Cheeky Records (BMG)                   | DE12 (11 Wo.)DE | AT26 (9 Wo.)AT | CH10 (14 Wo.)CH | UK1 Gold · (15 Wo.)UK | — | Erstveröffentlichung: 7. Juni 2004 Verkäufe: + 110.000       |
| 2006 | To All New Arrivals Columbia Records (Sony BMG) | DE70 (6 Wo.)DE | AT73 (1 Wo.)AT | CH11 (12 Wo.)CH | UK30 Gold · (8 Wo.)UK | — | Erstveröffentlichung: 24. November 2006 Verkäufe: + 107.500  |
| 2010 | The Dance Nates Tunes (PIAS)                    | DE10 (7 Wo.)DE | AT34 (3 Wo.)AT | CH4 (10 Wo.)CH | UK2 Gold · (13 Wo.)UK | — | Erstveröffentlichung: 14. Mai 2010 Verkäufe: + 115.000       |
| 2020 | All Blessed BMG Rights Management (WMG)         | DE44 (2 Wo.)DE | — | CH20 (3 Wo.)CH | UK6 (2 Wo.)UK | — | Erstveröffentlichung: 23. Oktober 2020                       |

## Auszeichnungen
- 1997: RSH-Gold[5]